# Violtandrot
Violtandrot (Cardamine heptaphylla) är en art i familjen korsblommiga växter och förekommer naturligt från västra och södra Västeuropa till Italien. Den odlas som trädgårdsväxt i Sverige. 

## Synonymer

### Svenska synonymer
Violbräsma

### Vetenskapliga synonymer
Cardamine baldensis Fritsch
Cardamine pinnata (Lam.) R.Br.
Dentaria heptaphylla Vill.
Crucifera heptaphylla (Vill.) E.H.L.Krause
Dentaria canescens Ten.
Dentaria pinnata Lam.